# チェッカー
ボードゲームのチェッカー（英: checkers）は、相手の駒を飛び越えて取り合うゲーム。世界的にはドラフツ（draughts）の名で呼ばれており、日本語では西洋碁とも呼ばれる。世界各国に存在し、ボードの大きさは国によって異なる。著名なものは、国際ドラフツとイギリス式ドラフツである。なお、「チェッカー」と言った場合は通常イギリス式ドラフツのことを指す。色違いの丸い駒を使用する。駒（men、成り駒がキングでなくクイーン呼称の場合はdames）の色は特に決まっていないが、通常は「黒、赤、白」の3色の中から2色が使われる。古代エジプトが起源という説がある。

## 遊び方

### ゲームの目的
相手の駒をすべて取るか、相手が動けない状態にすること。

### 英米（イギリス・アメリカ合衆国）式チェッカーの基本ルール
- チェスボード（8×8）の黒マス（升）だけを使う。
- 競技者双方は交互に、盤上にある自分の駒を1回ずつ動かす。
- 最初に自分が座っている側の3列に12個の駒を配置する（右図参照）。
- 駒は常に斜めに動く。初期状態では各駒は斜め前の2方向に1マスずつしか動けない。
- 斜め前に相手の駒が存在し、かつそのマスの向こうのマスに駒が存在しない場合、自分の駒を向こうのマスに移動させ、飛び越えた相手の駒を取る。取られた駒は盤上から除かれる。
  - 取ることが可能な配置では、必ず取らなくてはならない。ただし、複数の取り方がある場合は任意に選択してよい。
- 2個以上斜めに並んだ駒を取ることはできない。
- 相手の駒を取った後さらに取ることが可能ならば、そのまま連続して何駒でも取る。
- 最も奥の列に駒を進めることによって、「成る」ことができる。成った駒は「キング」と呼ばれ、以後斜め後ろを合わせた4方向に進むことができるようになる（使用している駒によっては裏返すと王冠や二重丸などが描かれていることもあり、その場合にはそれでもってキングであることを示す。それ以外の場合は既に取られた駒を上に重ね、キングであることを示す）。
- 以下の2つの状況で勝敗が決定する。
  - 相手の駒が全滅した場合、全滅させた側の勝利となる。
  - 次に動かせる駒がなくなった場合、動かせなくなった側が敗北となる。

#### ゲームの性質
ルール上偶然の要素はなく、ゲーム理論では将棋や囲碁と同じく二人零和有限確定完全情報ゲームに分類される。2007年にアルバータ大学のシェッファーを中心とした研究グループによって、プレイヤー双方が最善を尽くした場合、必ず引き分けに至ることが証明された。

#### タイ（シャム）チェッカー
- 英国と同じチェスボード（8×8）の黒マス（升）だけを使う。

駒は自陣2段まで。各8枚ずつで3段目に駒は無い。
キング（Ks̄ʹạtriy̒）は取るときも角行のように動いて相手の駒を取れる。飛び越えた相手の駒の次のマスで止まる。

### その他の様式

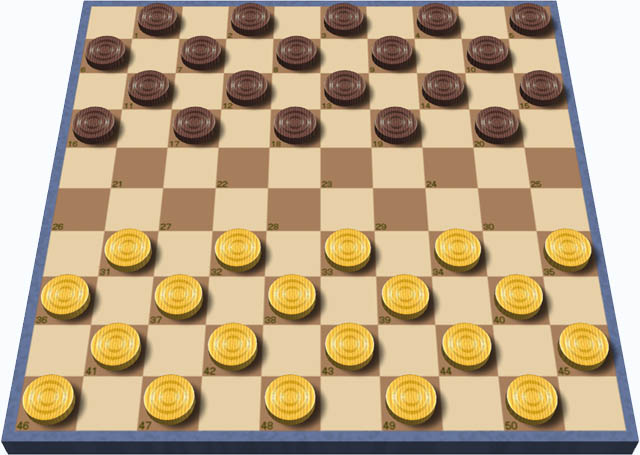
国際ドラフツの10×10の盤と初期配置の駒

ロシアチェッカー
キングは斜めに何マスでも動ける（チェスのビショップまたは将棋の角行の動き方）。ただし、取り方はイギリス式と同一であり、斜めに複数マス移動してそのまま飛び越えることはできない。
スペインチェッカー
上記のロシア式と同じだが、キング（Los Reyes）の敵コマの取り方が異なる。 キングは取るときも角行のように動いて相手の駒を取れる。
普通の駒が最前列に入ったとき、バックして取れる相手の駒があれば取らなければならない。また、取った際に最前列から出た場合は、キングになれない（キングになるには最前列にもう一回入る必要がある）。
ドイツチェッカー
上記のスペイン式と同じだが、普通の駒の敵コマの取り方が異なる。
普通の駒は斜め前だけでなく、斜め後ろに相手の駒が存在し、かつそのマスの向こうのマスに駒が存在しない場合、自分の駒を向こうのマスに移動させ、飛び越えた相手の駒を取る。
普通の駒が最前列に入ったとき、バックして取れる相手の駒があっても、キングになって最前列でそのまま止まる。
跳ぶことの出来るコースが複数ある場合、駒をたくさん取れる方を選ばなくてはならない。
国際ドラフツ（国際チェッカー）
縦横10マスの盤を用いる。駒を取るときには後ろ向きに飛ぶこともできる。キングの動き方はスペイン・ドイツ・ロシア式と同様。オランダ、フランス、アフリカの一部、旧ソ連の一部、東欧（ポーランドなど）、南米の一部で一般的。世界的な競技人口は最多。初期配置は4列20駒ずつ。
トルコ・ギリシアチェッカー
8マス盤を用いる。駒は縦か横に進む（したがって盤上すべてのマスを用いる）。キングは縦横に何マスでも動ける（チェスのルークまたは将棋の飛車の動き方）。初期配置は、2列16駒ずつ（白は二段目と三段目、黒は六段目と七段目。お互い最前列を空ける）。
哲学飛将碁
9マス盤を用いる。チェスのキングのように、取ると勝利する駒がある。井上円了が考案した。初期配置は3列14駒ずつ。
回転作戦ゲーム
1977年にタカトクから発売された。「パニックボタン」と呼ばれるボタンを押すことで、4つに分割された盤面が90度回転し局面が大きく変わることを売りとした。他にも、
- 初期配置が異なる
- 最下段（初期配置時）にいる駒は横移動が可能
- 最上段に到達してもキングに成らない

などの違いがある。

## コンピュータチェッカー
世界初のコンピュータチェッカーは、アーサー・サミュエルが IBM 701 上で開発した Samuel Checkers-playing Program である。
1994年にコンピュータが世界チャンピオンに勝って以来（実際には当時の世界チャンピオンだったマリオン・ティンズリーが6局連続引き分けた後、体調を崩して不戦敗し、翌年死亡した）、さらなる研究が進められてきたが、上述のように、2007年にはプレイヤー双方が最善を尽くした場合は必ず引き分けになることが証明された。したがって、最善手を指すようプログラムされたコンピュータに対して、人間または他のコンピュータが勝利することは不可能である。